# Sisa
La sisa (prononciation grecque de « shisha ») est une substance psychoactive venue de Grèce.
À base de méthamphétamine, elle est composée de liquide de batterie et de détergent.
Cette drogue bon marché (elle ne coûte que quelques euros) est connue pour être consommée par des personnes sans-domicile fixe à Athènes (notamment le quartier d'Exarchia), et pour causer de sérieux dommages médicaux, comme de l'insomnie, des crises cardiaques...
Elle est consommée par différentes voies : fumée, sniffée et par injection intraveineuse.